# Steinalben
Steinalben är en kommun och ort i Landkreis Südwestpfalz i förbundslandet Rheinland-Pfalz i Tyskland.
Kommunen ingår i kommunalförbundet Verbandsgemeinde Waldfischbach-Burgalben tillsammans med ytterligare sju kommuner.